# Kostinbrod (obchtina)
Pour la ville, voir Kostinbrod.
L'Obchtina Kostinbrod bulgare : Община Костинброд) est une commune dans l'ouest de la Bulgarie.

## Géographie physique
La commune de Kostinbrod est située dans l'ouest de la Bulgarie, à 18 km au nord-ouest de la capitale Sofia et à 44 km de la frontière avec la Serbie.
La commune s'étend sur la partie nord-ouest du Bassin de Sofia et, au nord, sur les pentes du massif du Grand Balkan. La plaine d'altitude est assez fertile alors que les pentes sont boisées et ne se prêtent qu'à l'exploitation forestière.
La commune est traversée par plusieurs rivières dont la Blato, la Slivnichka et la Kriva.

## Géographie humaine
| 1926 | 1934   | 1946   | 1956   | 1965   | 1975   | 1985   | 1992   | 2001   |
| ---- | ------ | ------ | ------ | ------ | ------ | ------ | ------ | ------ |
| -    | 14 210 | 15 442 | 15 635 | 18 649 | 19 715 | 19 321 | 17 951 | 18 015 |

| 2011   | 2021   | 2022   | - | - | - | - | - | - |
| ------ | ------ | ------ | - | - | - | - | - | - |
| 17 665 | 18 331 | 17 558 | - | - | - | - | - | - |

## Histoire
Selon la légende, la ville a été fondée par un certain Kosta, qui s'est installé près du gué (brod) du Bélitsa, donnant ainsi son nom à la ville. Là, il ouvre un commerce régulièrement fréquenté par les marchands de passage qui se rendent en direction de Sofia. Historiquement, une référence à la ville peut être trouvée dans la Charte du 1er décembre 1348 du star Ivan Alexandre de Bulgarie.

## Administration

### Structure administrative
La commune compte 15 localités dont 1 ville, 13 villages et 1 localité sans statut:
| - ville de Kostinbrod - village de Bezdén - village de Bogyovtsi - village de Boutchin Prohod - village de Dragovichtitsa - village de Dramcha - village de Drenovo | - village de Gradets - village de Golyanovtsi - village de Opitsvet - village de Pètartch - village de Ponor - village de Tchibaovtsi - village de Tsaritchina |

Le chef-lieu de la commune d'Etropolé est la ville d'Etropolé.

### Maires
| Période                                  | Période  | Identité        | Étiquette | Qualité |
| ---------------------------------------- | -------- | --------------- | --------- | ------- |
| Les données manquantes sont à compléter. |          |                 |           |         |
| 20??                                     | 2015     | Milén Dimitrov  | (GERB)    |         |
| 2015                                     | En cours | Trayko Mladénov | (GERB)    |         |

### Jumelages
- Salemi (Italie) depuis 2019
- Mor (Hongrie) (Hongrie) depuis 2023

## Économie
La commune de Kostinbrod est située entre deux corridors de transport importants : Vidin/Lom - Sofia - Thessalonique et Belgrade - Sofia - Istanbul. La ligne ferroviaire internationale d'Europe occidentale passe à travers la municipalité.
L'économie locale s'appuyait largement sur l'aviculture et l'élevage durant la période communiste, mais un certain nombre d'usines, dont une unité de production d'un célèbre fabricant américain de sodas, ont vu le jour après la fin du bloc de l'Est en raison, en particulier, de la position favorable de la ville. Kostinbrod est également célèbre pour ses eaux minérales. Des thermes avaient été construits dans la région d'Izvoro par les Romains.

## Galerie

Carte géographique de la commune d'Etropolé
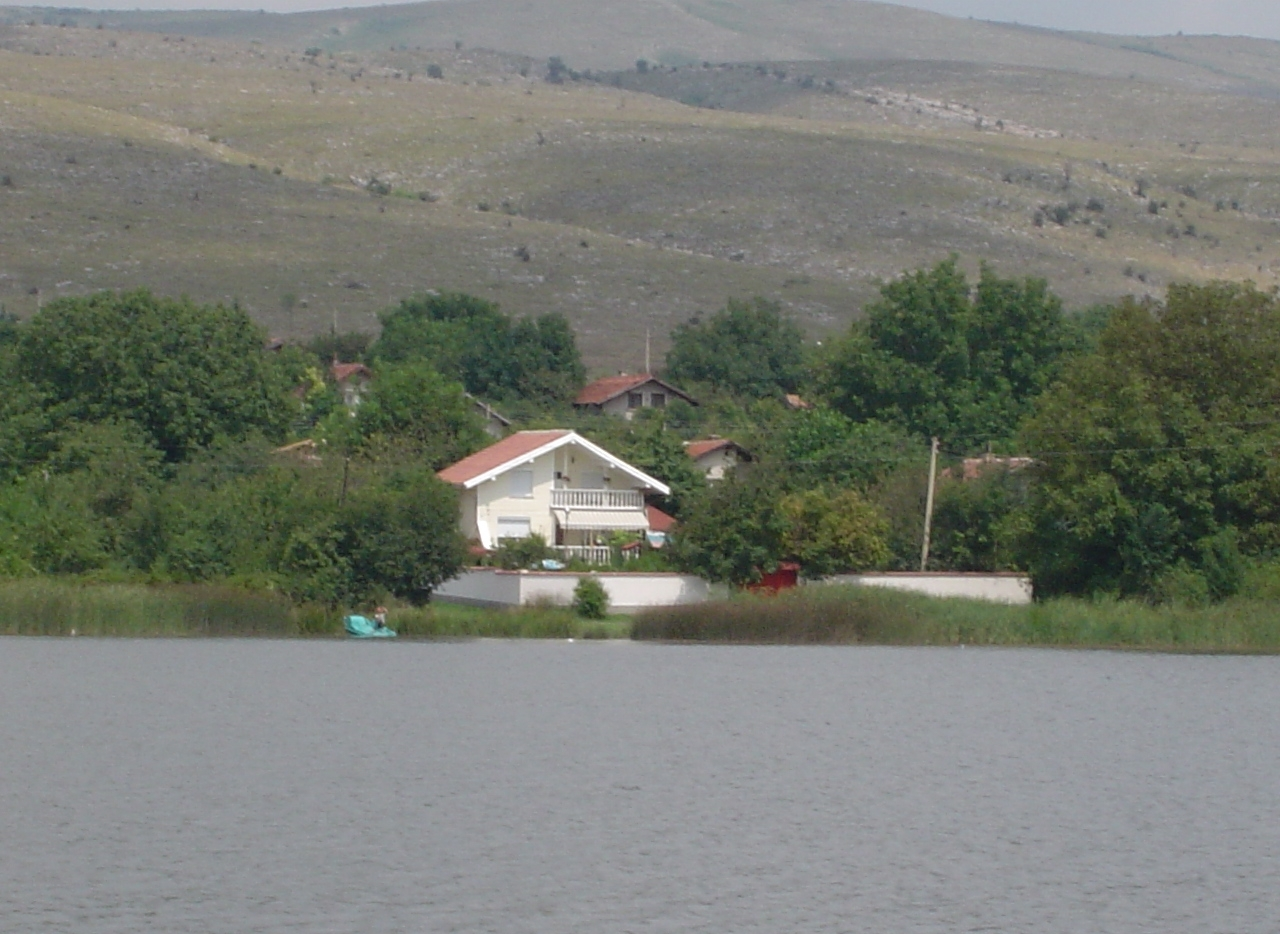
Bezden : maison au bord du lac artificiel
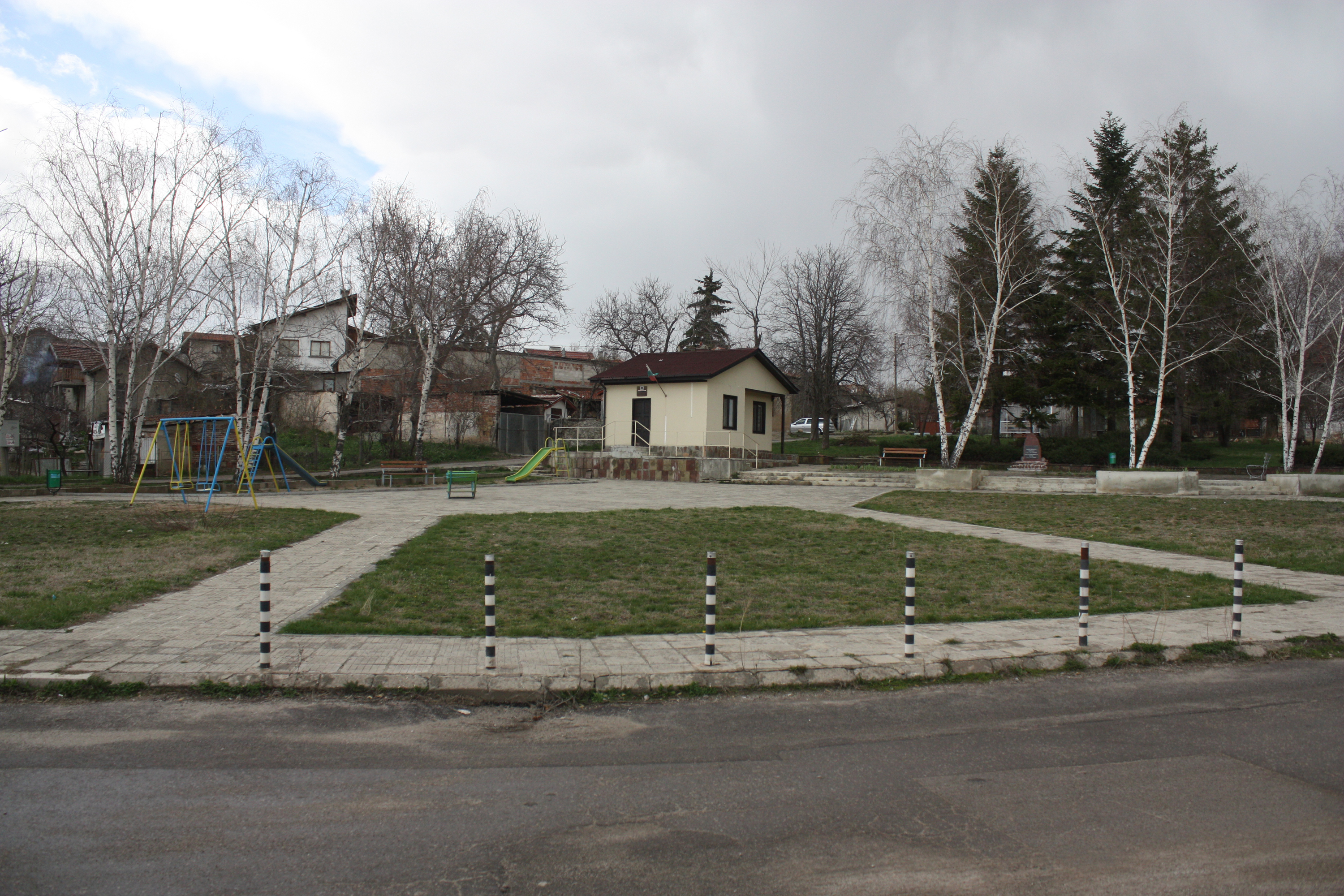
Bogyovtsi : la place centrale et la mairie de village
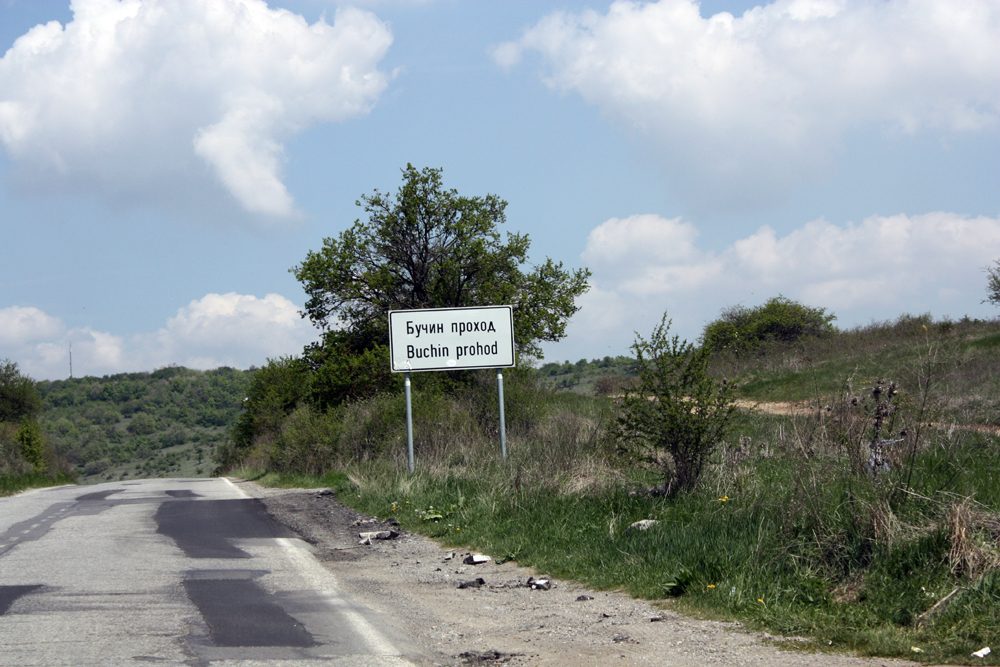
Boutchin Prohod : l'entrée du village
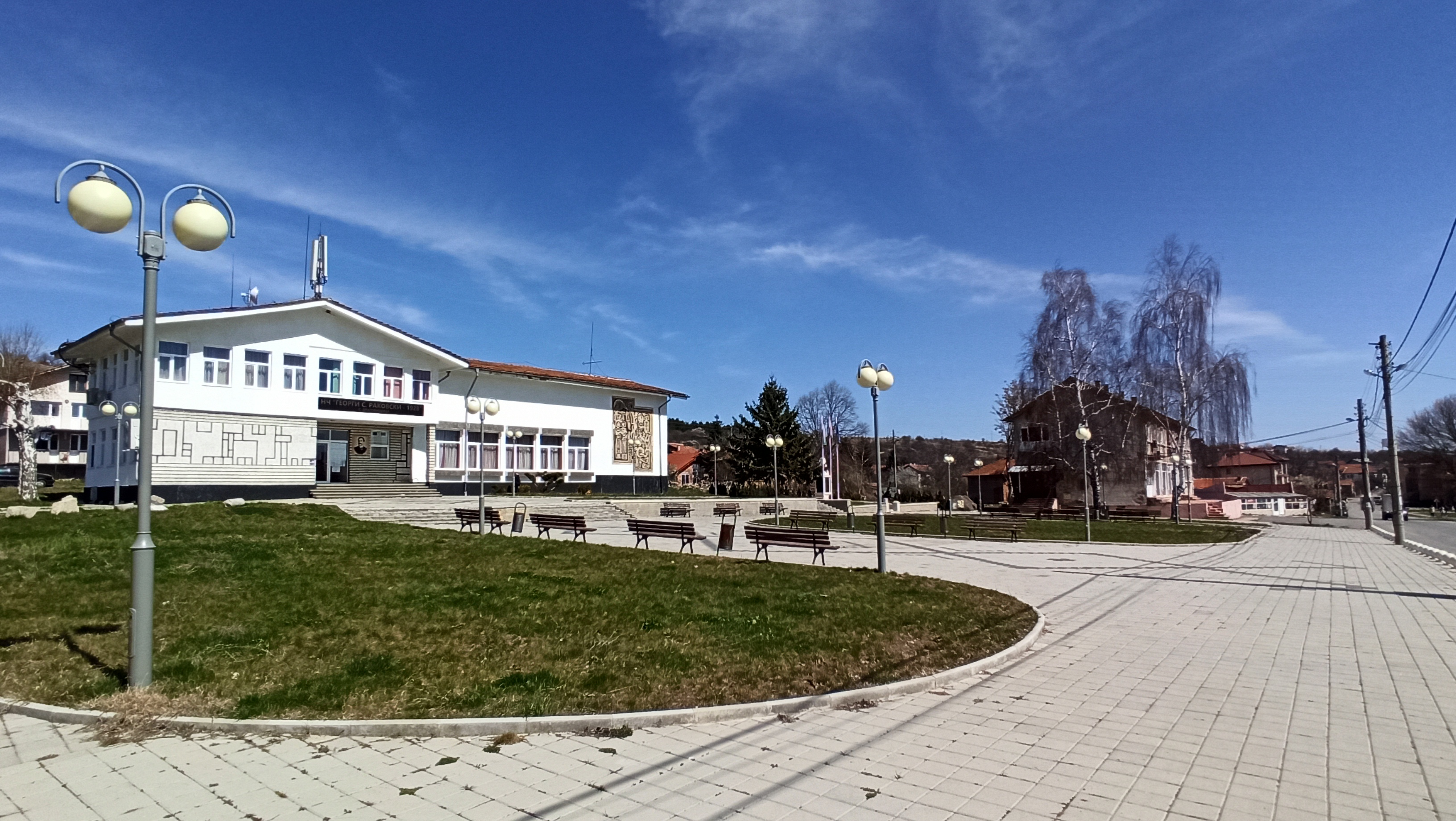
Dragovichtitsa : La place centrale et la mairie de village
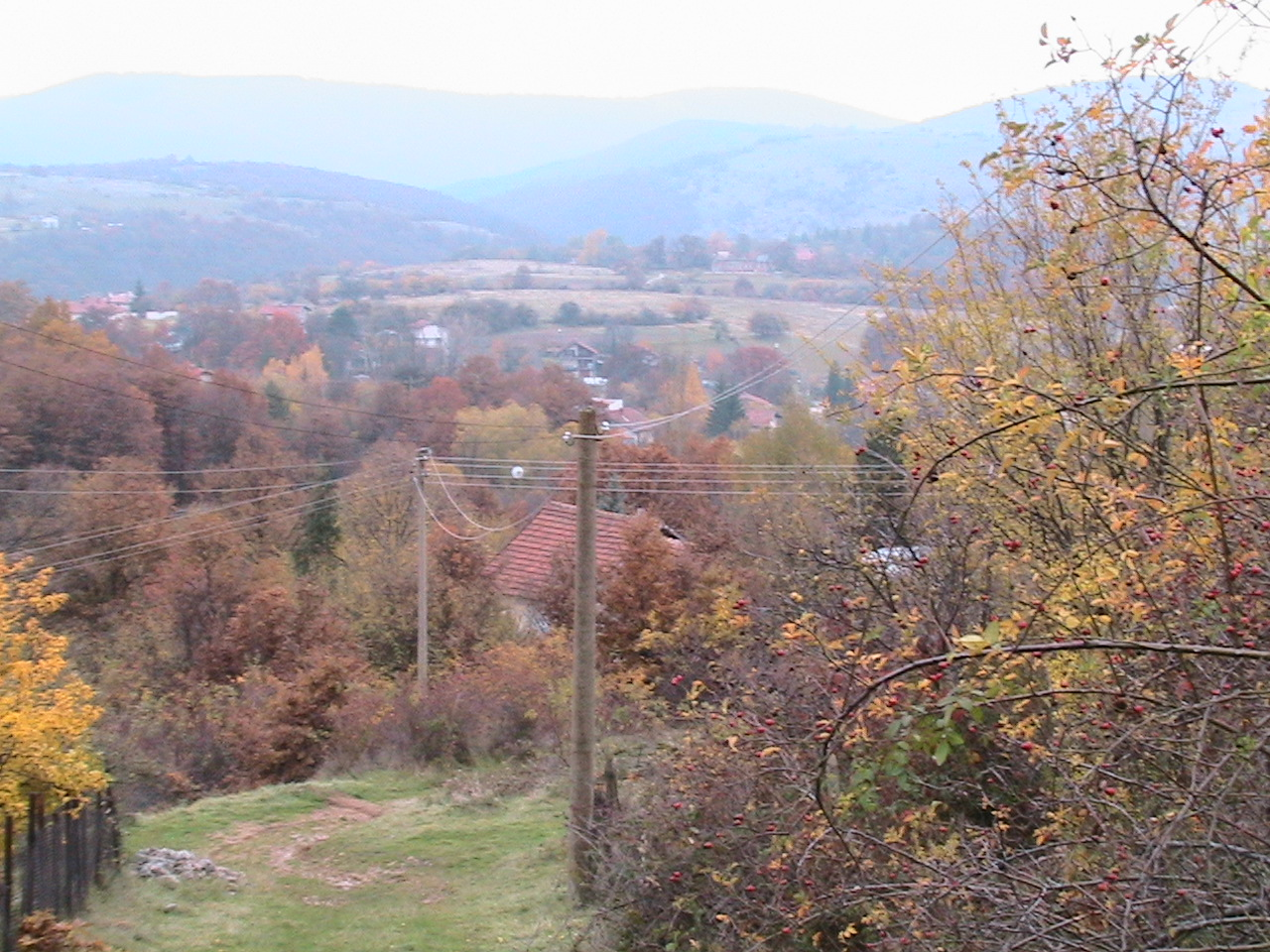
Dramcha : vue panoramique
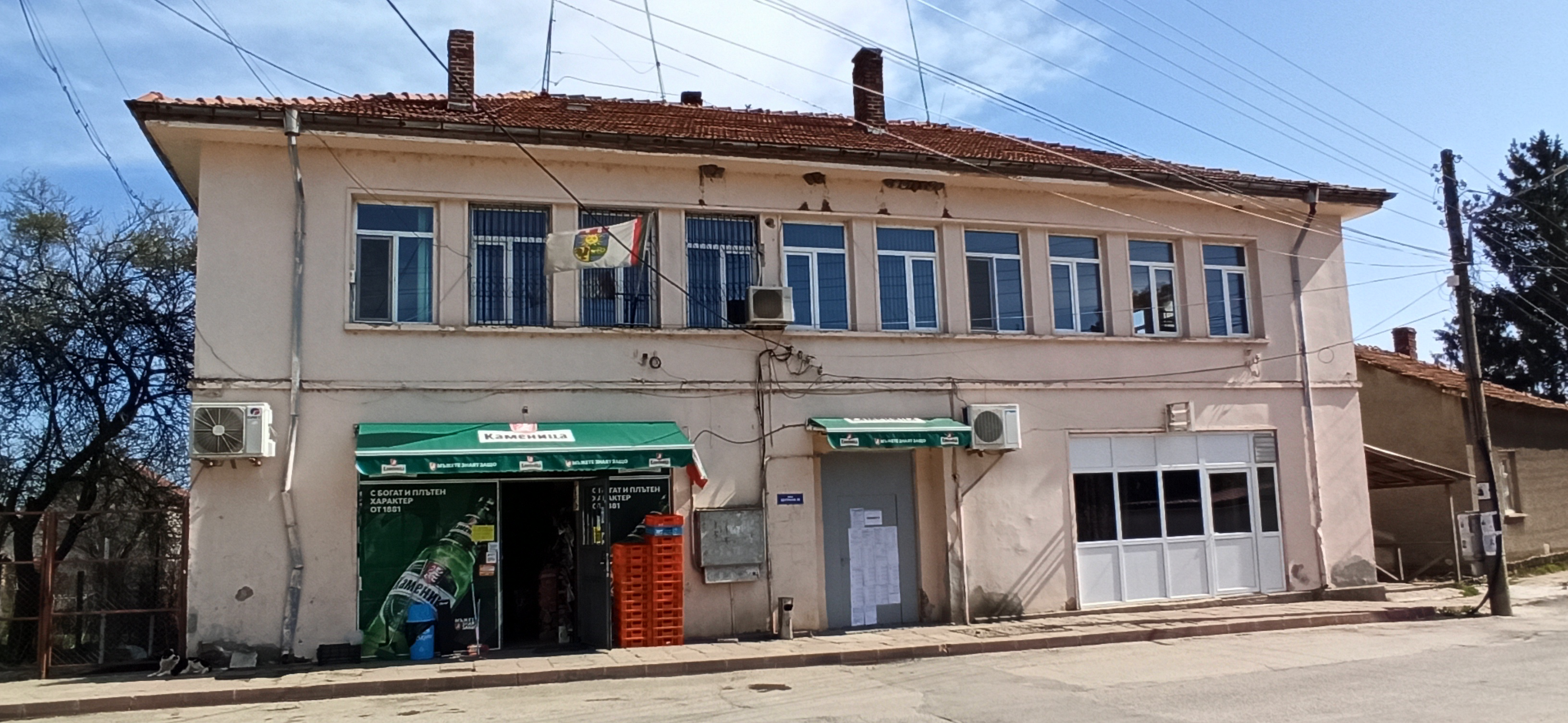
Golyanovtsi : la mairie de village
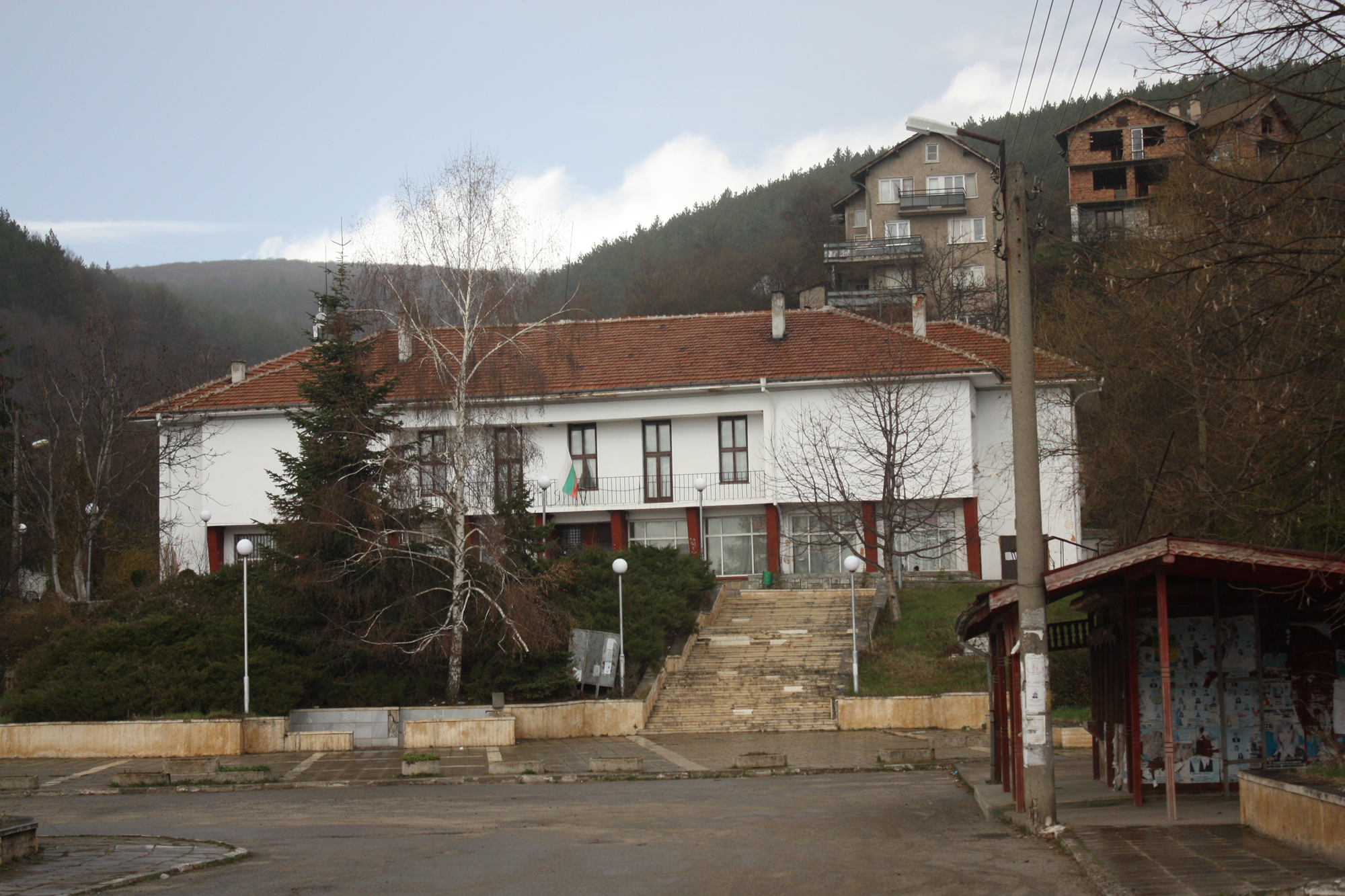
Gradets : la mairie de village
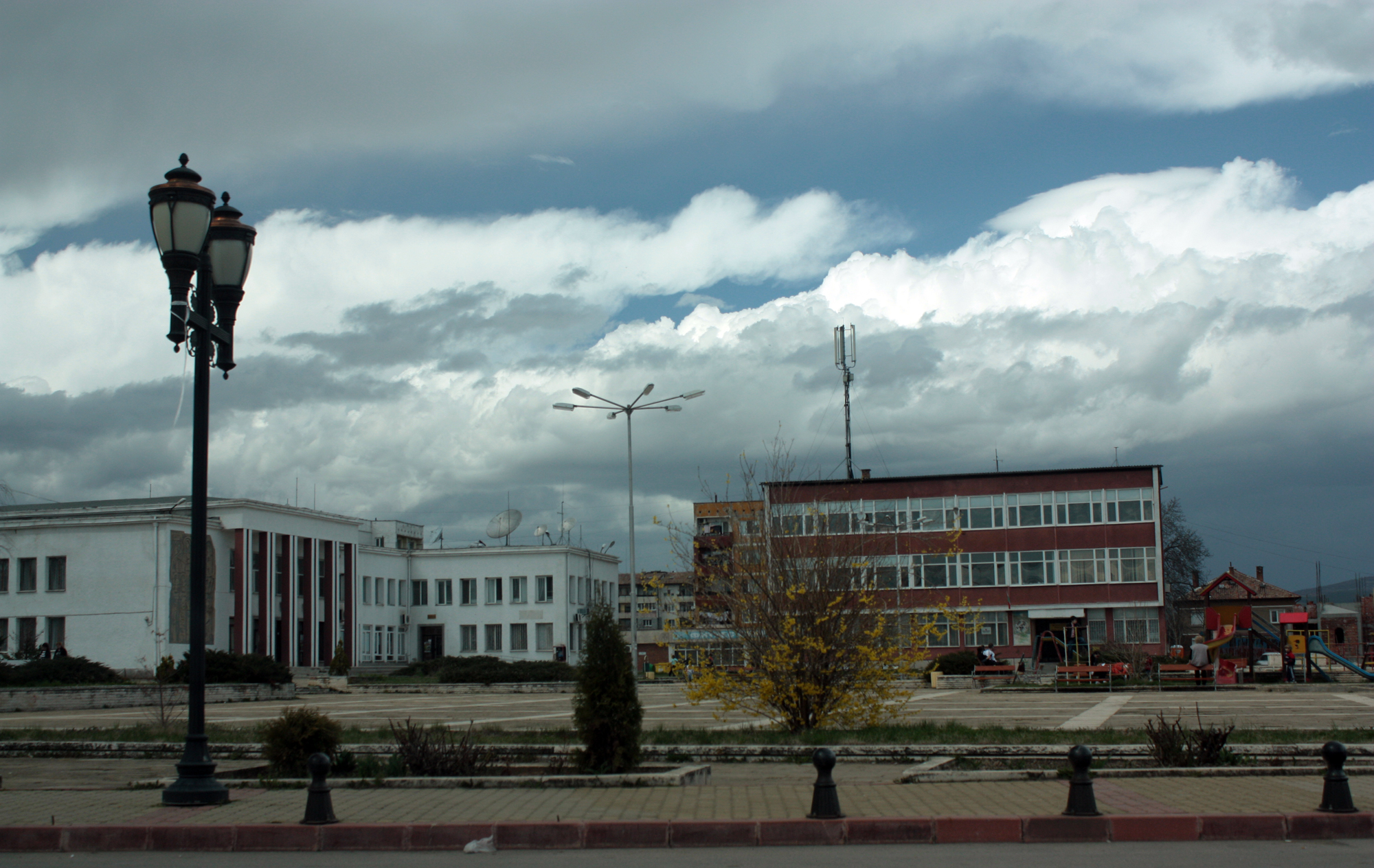
Kostinbrod : La place centrale et l'hôtel de ville
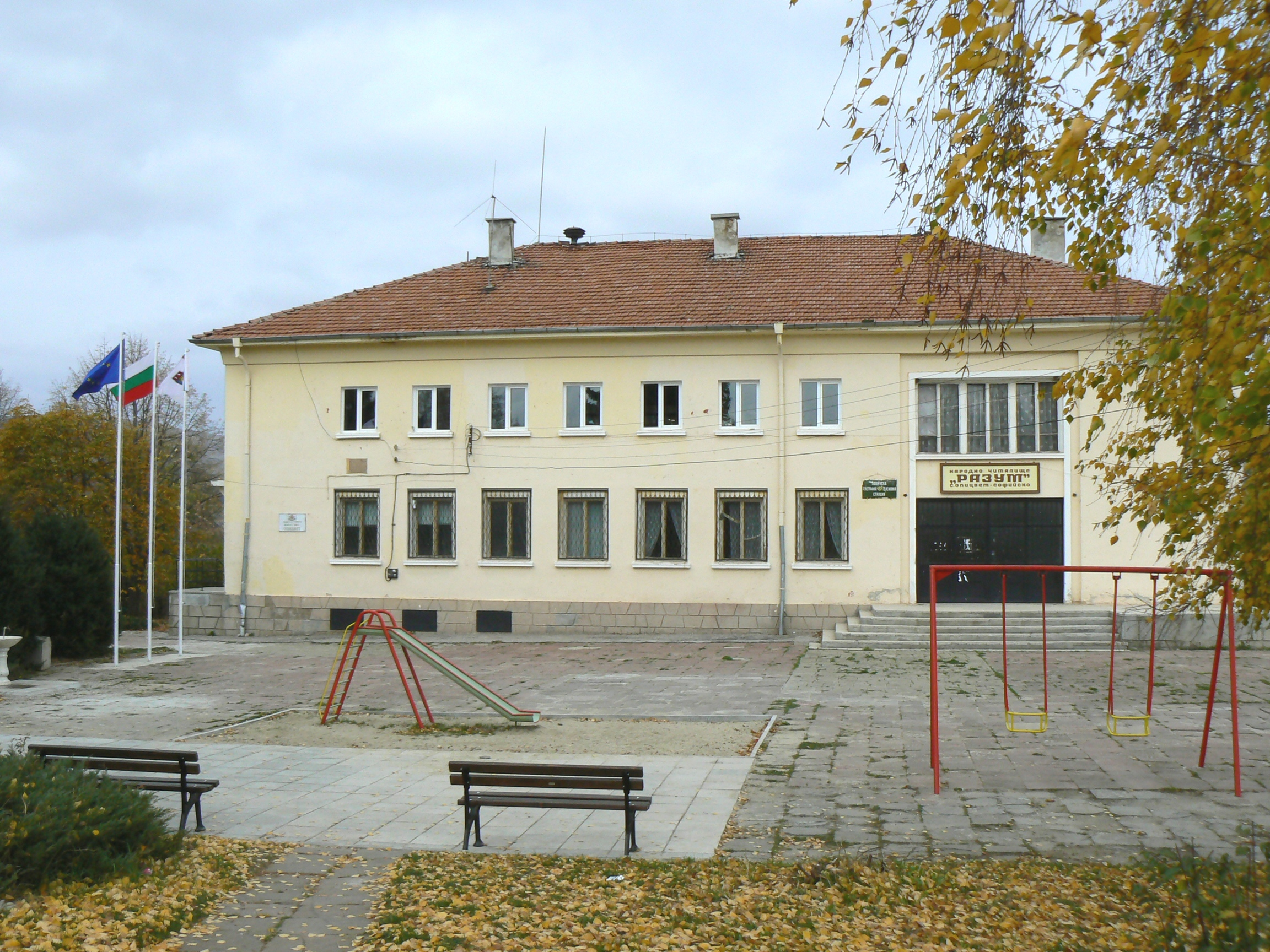
Opitsvet : la mairie de village et le tchitalichté
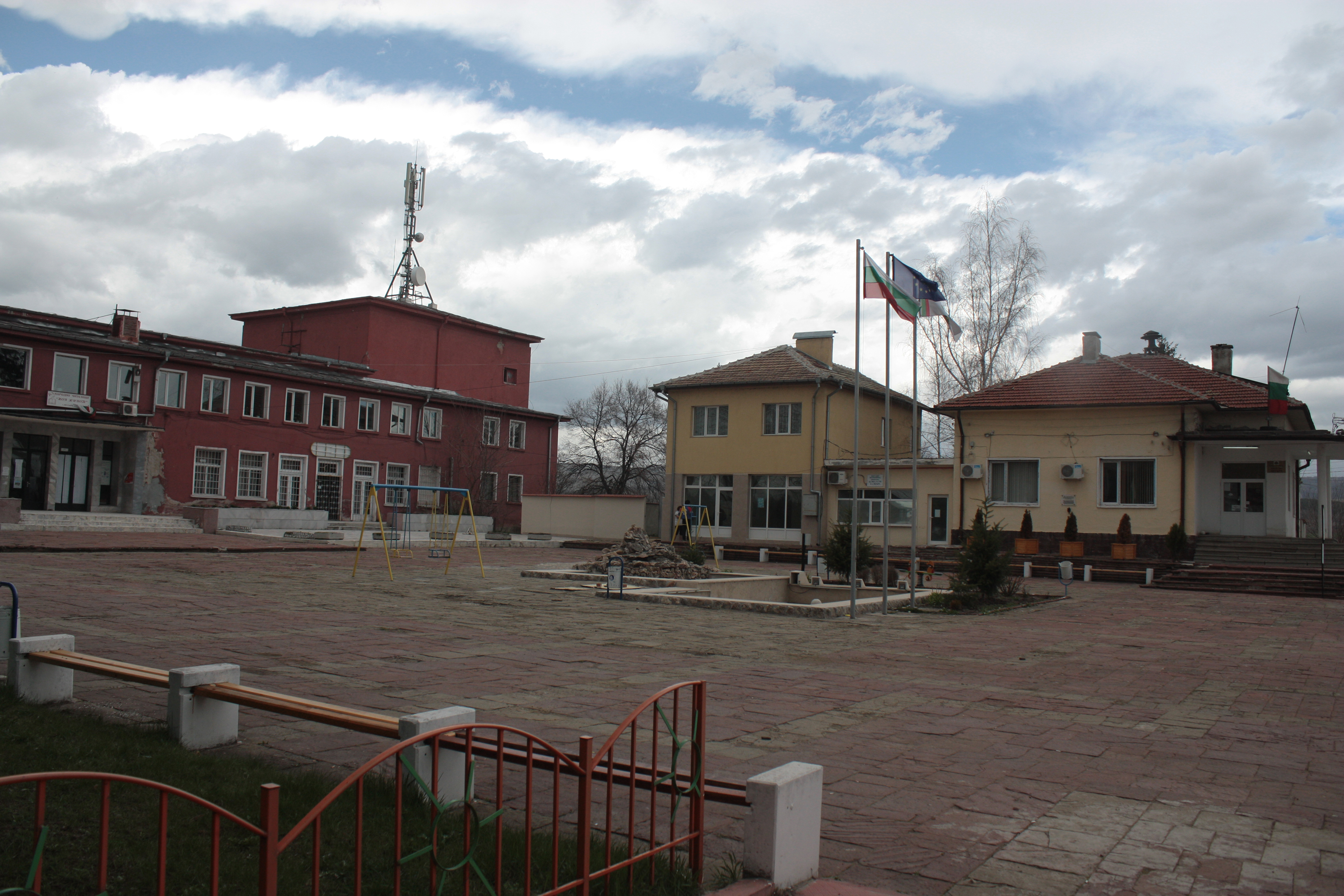
Pétartch : La place centrale et la mairie de village (en face)